# Jesu dop (Verrocchio)
Jesu dop (italienska: Battesimo di Cristo) är en målning av den italienske renässanskonstnären Andrea del Verrocchio och hans verkstad. Den målades 1470–1475 och ingår sedan 1919 i samlingarna på Uffizierna i Florens. Verkets berömmelse vilar framför allt på att Verrocchios lärling Leonardo da Vinci tros ha målat den vänstra ängeln och möjligen också en del av landskapet i bakgrunden.
Målningen skildrar Jesu dop som förrättades av Johannes Döparen i Jordanfloden enligt evangelisterna Matteus, Markus och Lukas. Johannes håller i den ena handen en stav med ett guldkors och den andra ett fat med vatten som han häller över Jesu huvud. På den bokrulle som Johannes har vid sin sida återges en fras från Johannes 1:29: "Ecce Agnus Dei qui tollit peccata mundi" som på svenska blir "Se Guds lamm som tar bort världens synd". Ovanför Jesus syns Guds förlängda armar, en duva vars utsträckta vingar bildar ett kors och vars strålar bildar en gloria över Jesus som bekräftar att han är Guds son och en del av treenigheten.
Målningen beställdes av den vallombrosanska klosterkyrkan San Salvi i Florens. År 1730 fördes den till en annan vallombrosansk klosterkyrka i Florens, Santa Verdiana. Den flyttades 1810 till Galleria dell'Accademia och därifrån till Uffizierna 1919.